# Hyposerica flavicornis
Hyposerica flavicornis är en skalbaggsart som beskrevs av Gilbert John Arrow 1948. Hyposerica flavicornis ingår i släktet Hyposerica och familjen Melolonthidae. Inga underarter finns listade i Catalogue of Life.